# Przed odlotem
Pour plus de détails, voir Fiche technique et Distribution.
Przed odlotem est un film dramatique polonais réalisé par Krzysztof Rogulski et sorti en 1980.

## Fiche technique
- Titre en polonais: Przed odlotem
- Réalisation : Krzysztof Rogulski
- Scénario : Ryszard Sadaj
- Production : Zespół Filmowy Silesia
- Producteur :
- Image : Jacek Prosiński
- Décors : Tadeusz Kosarewicz
- Costumes : Barbara Tańska
- Musique : Elżbieta Sikora
- Son :
- Montage : Krzysztof Osiecki
- Directeur de production :
- Langue : polonais
- Format :
- Genre : Film psychologique
- Durée : 94 minutes (1 h 34)
- Dates de sortie : 27 octobre 1980 (Pologne)

## Distribution
- Michal Aniol
- Mariusz Benoit
- Henryk Boukołowski
- Ewa Decówna
- Józef Fryźlewicz
- Grazyna Korin
- Jerzy Kryszak
- Marek Paduk
- Stanislaw Michalski
- Mieczysław Milecki
- Igor Przegrodzki
- Teresa Sawicka
- Marek Siudym
- Grażyna Szapołowska
- Marcin Troński
- Ewa Ziętek